# Fehérfarkú gyászkakadu
A fehérfarkú gyászkakadu  (Zanda latirostris) a madarak osztályának a papagájalakúak (Psittaciformes) rendjéhez és a kakadufélék (Cacatuidae) családjához tartozó faj.

## Előfordulása
Ausztrália délnyugati részén honos. A természetes élőhelye mérsékelt övi erdők és cserjések.

## Megjelenése
Testhossza 53–58 centiméter, testtömege 540-760 gramm. Tollazata szürke, fülénél fehér folt díszíti, farkának egy része is fehér.
|  |